# 柴玲
柴玲（1966年4月15日—），女，前八九学运领袖之一，山东日照人。1987年畢業於北京大学心理系，1989年在北京师范大学儿童心理研究所读研期间，成为天安门学生运动的領袖，号召学生發起绝食以表达对中共当局的抗议。学运被中共当局镇压後，柴玲受到中国政府通缉并流亡海外。1990年代初定居美国，自1998年起与美国籍丈夫罗伯特·马金（英文：Robert Maginn）共同经营着一家名为“尖子班”（英文：Jenzabar）的软件公司。

## 生平
1987年，柴玲从北京大学心理系本科畢業。1989年时23岁，就读于北京师范大学研究生院心理系，同年成为六四事件（八九学运）中的学生领袖之一，在天安门广场组织学生发起绝食，并担任“保卫天安门广场指挥部”总指挥。柴玲和另一名学运领袖封从德都曾是北京大学的学生，他们于1988年結婚，学运被中国政府镇压后，夫妇二人于1990年逃亡至法国，不久后柴玲赴美国留学并与封从德离婚。
六四清场后的6月8日，北京市政府解散“北京高校学生自治联合会”（简称“北高联”或“高自联”）。6月13日，北京市公安局将柴玲、封从德等21名“‘高自联’头头和骨幹份子”列入通缉名单。1990年4月，柴玲經香港逃离中国大陆，十个多月后抵达法国巴黎，随后转移至美国。有报导称，柴玲曾在1989年和1990年获诺贝尔和平奖提名，但未有获奖。1993年柴玲获普林斯顿大学国际关系与政治学硕士学位，后在波士顿的貝恩策略顧問公司任职（其未来的丈夫罗伯特·马金此时也就职于该公司）。1996年柴玲入读哈佛大学商学院，1998年取得工商管理硕士学位。1998年，柴玲与罗伯特·马金共同创办了一家名为“尖子班”（英文：Jenzabar）的互联网软件公司，担任总裁至今。2001年柴玲与马金结婚。
2009年12月4日柴玲成為基督徒，並於翌年4月4日正式接受洗禮。2010年6月1日她成立“女童之声”组织（英文：All Girls Allowed），争取维护中国妇女儿童的生命和权益。2011年9月22日，柴玲在美国国会对于中华人民共和国计划生育政策的听证会上，称自己曾四次被迫墮胎——前两次在北大读本科期间，第三次在北师大读研期间，第四次是1990年流亡巴黎期间。据柴玲本人及华裔牧师熊焱称，她敢于进行这番自白受到其基督教信仰的影响。

## 相关争议

### 六四言论争议
柴玲对于六四事件的一些言论存在很大争议，在美国人卡玛制作的纪录片《天安門》中有多处体现，并被一些反对柴玲的人士认为她在六四事件中有臨陣脫逃、傳播謊言等行为。其言论争议主要有：
1989年5月28日接受美国记者菲利普·坎宁安（Philip Cunningham，汉名“金培力”）採訪时流泪称“觉得为中国人去奋斗不值得”“其实我们期待的就是流血”“下一步作为我个人，我愿意求生下去。广场上的同学，我想只能是坚持到底，等待政府狗急跳墙的时候血洗。不过我相信一场大革命很快就会到来——要是它采取下策的话。即使不采取下策，保存一些火种和力量，在下一次运动中我们一定会站出来”。有人将其解释为“让别人流血，自己逃生”，如方舟子批评柴玲时，指其在1989年5月底领了救济款后逃跑。2009年香港大學學生會會長陳一諤指責柴玲为“走佬（粤语，意为逃跑）學生領袖”（后陈因批评六四的言论而被港大学生投票罢免）。不过“柴玲逃跑说”与多个学生领袖的说法矛盾。在《天安门》记录片中，侯德健、封从德及刘晓波称，1989年6月3日晚上天安门开始清场时，柴玲也在广场上；另据王丹、周锋锁证实，柴玲是最后离开广场的人士之一。
柴玲在接受美国记者的采访中还说道“其实我们期待的就是流血”“只有广场血流成河的时候，全中国的人才能真正擦亮眼睛”。《天安门》记录片中将“期待”翻译为“hope for”而非“waiting for”，遭到封从德等人谴责，认为是在故意丑化柴玲，让大众误以为柴玲期待中共屠杀学生。然而张鹤慈认为，柴玲本来就用了“期待”二字，所产生的负面影响并非由翻译造成。
1989年6月8日，逃亡至武汉大学的柴玲录了一盒長達35分鐘的录音带，两天後传至香港，並於無線電視播出，其中提到：「仍有同學他們對這個政府和這支軍隊還抱有希望，他們以為頂多是軍隊把大家強行地架走，他們太疲勞了，還在帳篷里酣睡的時候，坦克已經把他們碾成了肉餅。有人說同學死了兩百多，也有人講整個廣場已經死了四千多，具體的數字到現在我也不知道。」“他们太疲劳了”至“死了四千多”被纪录片《天安门》節錄，与侯德健的说法相對照。侯德健称自己在天安门广场上留守至6月4日凌晨6点半，但未看見柴玲所说的情況，並说道“如果我們真的需要用謊言去打擊說謊的敵人，也許你的謊言會先被揭穿”。侯德健、劉晓波關於天安門广场沒有死人的说法，与中国人民解放军总政治部的官方影像片段吻合。

### 《天安门》
卡玛在回应摄制《天安门》的过程中为何没有直接采访柴玲时，称自己坚持采访柴玲却被拒绝。1996年《波士頓環球報》报导称，《天安门》的宣传破坏了柴玲的生活，柴玲称自己收到了恐吓信。卡玛对此感到“大惑不解”，认为柴玲在演戏。
2007年，担任“尖子班”公司总裁的柴玲以损害名誉和商标侵权为由，起诉纪录片《天安门》的制片人卡玛。法院决定不予受理有关“损害名誉”的起诉，对“商标侵权”的指控，法院也认为其胜诉的可能性极小。作家茉莉认为柴玲因《天安门》播放对她不利的片断而怀恨在心，真正目的是报复。卡玛屡次试图庭外和解无效，她的长弓公司作为非盈利机构，难以和资金雄厚的柴玲公司对抗，在巨大的诉讼开支下不堪重负，于是发起呼吁，希望社会能对该事件给予关注，反对勒索性质的无良控诉，维护媒体的言论自由。2013年，麻薩諸塞州法庭判决原告柴玲的商标侵权诉讼为勒索性质，勒令赔偿长弓50余万美元律师费。
2009年，封从德、方政、熊焱、王丹、严家祺、鄭義、盛雪等人联名发表《致〈天安门〉制片人的公开信》，该信指出《天安门》选择性地截取訪談片段并且遗漏史实，导致观众对柴玲产生误解，片中的“期待流血”“我愿意求生”等争议性言论都为断章取义。有支持柴玲的评论认为《天安门》通过大量剪切和对比，刻意塑造柴玲的负面形象，原先承受主要舆论攻击的六四学运领袖為王丹，纪录片《天安门》广泛传播之后则被柴玲顶替。王丹也写了一封《为柴玲辩护——致港大学生的信》声援柴玲。

### 「我原諒他們」
柴玲在2012年6月4日以英文发表了一篇名为《我原谅他们》（I Forgive Them）的公开信，信中说“因為耶稣，我原谅邓小平和李鹏。我原谅1989年冲进天安门广场的士兵们；我原谅现任的中国领导人，他们仍然继续压制着自由并实行残酷的一孩政策。”王丹于2天后发表声明称，柴玲的宽恕态度只代表她自己，不能代表广大的八九同学。丁子霖也發表公開信，反對柴玲的看法。
2013年5月柴玲接受香港電台專訪時，再次表示自己因信奉基督教并受洗的缘故，已原諒當年的中共領導人和实施鎮壓的军人，更表示對六四紀念日的到來由痛苦轉為感到喜悅。另一前學運領袖沈彤表示柴玲是公眾人物，有關表態並不合適。

### 張菁訴訟案
2012年，妇女维权与反一胎化組織「女童之聲」主管張菁在美國對柴玲提起訴訟。因她信仰羅馬天主教，但信仰基督教福音派的柴玲強迫她改信失敗後，開除了她的職務。張菁所創辦的婦孺權益保護團體「中國婦權」也失去了柴玲的資助，因此張菁對柴玲提起侵犯人權與宗教自由的訴訟。

### 指控遠志明强姦
柴玲與远志明同是前八九学运領袖。2014年12月23日感恩节前夕，柴玲發佈公開信《“我們永遠可以找出真相，你願意嗎？”——柴玲寫給教會關於遠志明的信》，指控1990年秋遠志明在普林斯頓強暴了自己。柴玲在信中称自己剛搬進新的公寓，遠志明拿了一盘黃色電影來說要給她看，當時她覺得不好意思，要求遠志明離開時，遠志明強行把她按倒在地毯上实施強暴，並用她掙紮中掉在地上的外衣蓋住她的眼睛。
事件引起信徒廣泛關注，18名華人教會牧者其後成立調查委員會，並於2015年2月23日聯署發佈《關於「柴遠事件」的調查報告》，當中包括涉及遠志明的四起相似事件的調查內容和除遠志明以外的證人證供。
2015年2月28日，神州傳播協會宣布遠志明已辭去一切事奉與事工。3月2日，遠志明發表《致教會弟兄姐妹的信》，他在文中表示「對於1990年我信主前的婚外性過犯，我再次公開地向神認罪，向當事人道歉」「但我不能承認我沒有犯過的罪。對於針對我的強姦、誘姦未遂和性侵指控，我一概否認」。

## 批评
外界指出，柴玲、吾爾開希应当为1989年的学生运动矛盾激化负责——以柴玲为代表的少部分激进学生和以李鹏为代表的中共强硬派，阻挠甚至破坏以赵紫阳为代表的中共改革派化解矛盾的努力。李鹏当时主张武力镇压，柴玲则在接受采访时表示期待流血，事后又表示原谅李鹏等人。六四流血事件后，中共改革派遭到清洗，导致早前酝酿的政治改革胎死腹中，六四后得势的江泽民自此将中国带往中国特色社会主义道路。柴玲在事后不仅没有反思，反而不断为自己辩解，甚至搬出宗教说理。她的表现不仅让“天安门母亲”难过，亦激起众怒。香港市民支援愛國民主運動聯合會指责柴玲是在“天安門母親”的傷口上撒鹽。

## 出版书籍
- A Heart for Freedom: The Remarkable Journey of a Young Dissident, Her Daring Escape, and Her Quest to Free China's Daughters, Chai Ling, yndale Momentum 2011, ISBN 9781414362465
- 《柴玲回忆 一心一意向自由》2011年香港田园书屋，ISBN 9789623390903
- 《我原谅他们——写在1989年天安门大屠杀的23周年》2012年6月4日的公开信

## 电影引用
在电影《賭神2》的1时04分，赌神与台南东湖帮少主偷渡到台湾，偷渡船上称柴玲曾搭乘同一艘船到美国。